# Trans Europ Express
I Trans Europ Express, in sigla TEE, sono stati una rete di treni rapidi internazionali europei di lusso, nata nel 1957 da un'idea lanciata il 30 ottobre 1953 in una conferenza stampa da Franciscus Querien den Hollander, allora presidente e direttore delle Ferrovie Olandesi. I TEE sono stati gradualmente eliminati nel corso degli anni 1980, fino alla soppressione dell'ultimo servizio il 1º giugno 1991.

## Storia
Il raggruppamento Trans Europ Express, con sigla TEE e sede all'Aia, fu fondato in occasione dell'istituzione della Comunità Economica Europea con il trattato di Roma del 25 marzo 1957, da sette amministrazioni ferroviarie statali:
- le Ferrovie Federali Svizzere (FFS);
- le ferrovie del Lussemburgo (CFL);
- la ferrovia federale tedesca (DB);
- le Ferrovie dello Stato italiane (FS);
- le ferrovie olandesi (NS);
- le ferrovie belghe (SNCB);
- le ferrovie francesi (SNCF).

Ad eccezione delle FFS svizzere, le amministrazioni fondatrici erano quelle appartenenti ai Paesi membri della CEE. Lo statuto prevedeva l'ammissione in qualsiasi momento di altre amministrazioni ferroviarie previo consenso delle fondatrici, possibilità di cui si avvalsero in seguito le ferrovie spagnole (RENFE), le danesi DSB e le austriache ÖBB.

## Caratteristiche
Il servizio dei TEE seguì, inizialmente, questi principi, poi gradualmente abbandonati:
- Trazione diesel, che consentiva di viaggiare senza dover cambiare i mezzi di trazione su tutte le reti europee, all'epoca elettrificate ancora solo parzialmente e lungo le quali si stavano affermando quattro sistemi di alimentazione elettrica (1,5 kV CC, 3 kV CC, 15 kV ~ 16 2/3 Hz, 25 kV ~ 50 Hz) diversi per tensione ed uso di corrente continua o alternata, ed allo stesso tempo garantiva velocità ed economia di servizio non possibili con la trazione a vapore, in un continente che si stava riprendendo da una guerra. Il principio venne abbandonato quando le FFS introdussero l'elettrotreno quadricorrente RAe TEE 1050, seguite dalla DB che mise in servizio le locomotive elettriche 103.
- Convogli reversibili ed a composizione bloccata, per facilitare le inversioni di marcia, non essendoci una locomotiva da manovrare o sostituire, ed evitare le perdite di tempo dovute alle scomposizioni e ricomposizioni dei convogli. Questo principio divenne un problema su tratte molto frequentate solo su parte del percorso, come la Parigi-Bruxelles-Amsterdam, e fu abbandonato principalmente per questo motivo, utilizzando treni tradizionali.

- Internazionalità. Nel 1965 la Francia introdusse il Mistral e la Germania il Blauer Enzian, che compivano un percorso interamente compreso nei rispettivi singoli stati, e anche questo principio decadde. Nel corso degli anni ci furono diverse relazioni TEE nazionali che erano ben più lunghe delle relazioni internazionali.
- Materiale di lusso: si trattava spesso di materiale costruito esplicitamente, di sola prima classe. Solo con il tempo il materiale venne declassato.
- Controllo doganale a bordo: oggi è la norma nei casi in cui i controlli doganali sono ancora effettuati (cosa che, ad esempio, tra i Paesi membri dell'Unione europea non avviene), mentre all'epoca, sui treni internazionali, per i controlli ai confini di Stato si doveva sempre scendere, quindi la cosa fu una grande innovazione.
- Periodicità giornaliera: i treni dovevano circolare tutti i giorni dell'anno e seguire sempre il medesimo orario, per dare sicurezza ai viaggiatori. Anche questo principio decadde.

Tutte le relazioni TEE vennero gradualmente soppresse tra il 1974 e il 1991, venendo in buona parte sostituite dai treni EuroCity, che davano un servizio simile ma offrivano anche la seconda classe.
In Italia i treni TEE interni vennero chiamati Treni Bandiera.

## Materiale rotabile

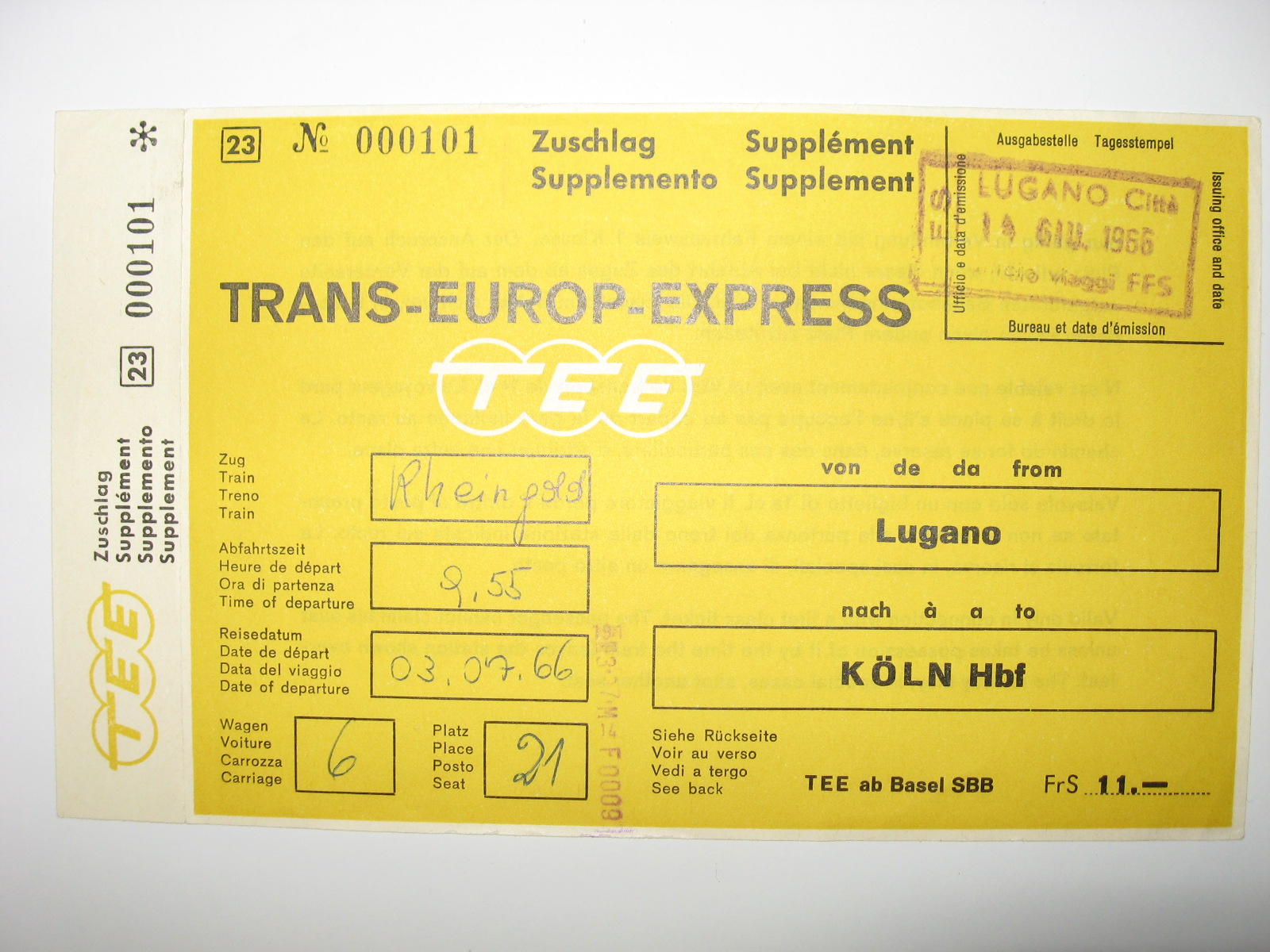
Tagliando di supplemento per il TEE Rheingold (1966).

Quando il raggruppamento TEE iniziò i servizi nel 1957, vennero approntati convogli automotori diesel, quali il VT 11.5 delle DB, il RAm TEE svizzero-olandese, le automotrici X 2770 delle SNCF e le ALn 442-448, soprannominate Binati Breda, delle FS.
Nonostante in origine, come già detto, si prevedesse di utilizzare solo mezzi a propulsione termica per evitare problemi di compatibilità tra le reti ferroviarie di nazioni diverse, con la progressiva elettrificazione delle linee si decise di sfruttare la maggiore potenza e velocità dei convogli elettrici: vennero immessi in servizio i RAe TEE svizzeri e ci si orientò poi verso composizioni a materiale ordinario (altra caratteristica inizialmente non prevista), composte da carrozze quali le Inox SNCF e le TEE e le Gran Confort delle FS (in seguito tutte le carrozze TEE vennero trasformate in Gran Confort), che permettevano composizioni più corpose e potevano raggiungere la velocità di 200 km/h.
Tali vetture erano trainate da locomotive come le CC 6500 delle SNCF, le E.444 delle FS e le 103 delle DB. Composizioni simili vennero adottate dai TEE in servizio interno nei singoli Paesi. Tale orientamento su composizioni ordinarie rimase invariato fino alla fine dei servizi del raggruppamento, con rare eccezioni come il TEE Gottardo, effettuato dai RAe TEE svizzeri, ed il TEE interno Milano-Roma Settebello, effettuato dall'omonimo elettrotreno.

## Lista dei TEE

### TEE Internazionali
| Treno numero | Nome                       | Itinerario                                                                           | Inizio servizio | Fine servizio |
| ------------ | -------------------------- | ------------------------------------------------------------------------------------ | --------------- | ------------- |
| TEE 40/47    | Arbalète                   | Paris Est - Basel SBB - Zürich HB                                                    | 02.06.1957      | 26.05.1979    |
| TEE 66/67    | Bavaria                    | Zürich HB - München                                                                  | 28.09.1969      | 21.05.1977    |
| TEE 84/85    | Brabant                    | Paris Nord - Bruxelles Midi/Brussel Zuid - (Amsterdam CS)                            | 26.05.1963      | 02.06.1984    |
| TEE 83/84    | Catalan-Talgo              | Genève-Cornavin - Barcelona                                                          | 01.06.1969      | 22.05.1982    |
| TEE 22/23    | Cisalpin                   | (Venezia S.L. - Verona P.N. -) Milano Centrale - Domodossola - Vallorbe - Paris Lyon | 01.07.1961      | 21.01.1984    |
| TEE 42/43    | Diamant (I)                | Colonia - Bruxelles Midi                                                             | 30.05.1965      | 29.05.1976    |
| TEE 30/31    | Edelweiss                  | Amsterdam - Bruxelles N. - Lussemburgo - Strasburgo - Basilea SBB - Zürich HB        | 02.06.1957      | 26.05.1979    |
| TEE 26/27    | Erasmus                    | München - Norimberga - L'Aia                                                         | 03.06.1973      | 31.05.1980    |
| TEE 4/5      | Étendard                   | Paris Austerlitz - Bordeaux - Hendaye - Irun                                         | 26.09.1971      | 30.05.1984    |
| TEE 82/85    | L'Étoile du Nord           | Paris Nord - Amsterdam CS                                                            | 02.06.1957      | 02.06.1984    |
| TEE 16/17    | Friedrich Schiller         | Dortmund - Stoccarda                                                                 | 27.05.1979      | 19.05.1982    |
| TEE 14/15    | Gambrinus                  | Hamburg-Altona - Colonia - München                                                   | 29.05.1978      | 27.05.1983    |
| TEE 36/37    | Gayant                     | Paris Nord - Lille - Tourcoing                                                       | 02.10.1978      | 30.05.1986    |
| TEE 50/51    | Goethe (I)                 | Francoforte sul Meno - Paris Est                                                     | 31.05.1970      | 31.05.1975    |
| TEE 58/59    | Gottardo                   | (Basel SBB -) Zürich HB - Milano Centrale (- Genova Brignole)                        | 01.07.1961      | 24.09.1988    |
| TEE 78/79    | Helvetia                   | Zürich HB - Francoforte - Hamburg-Altona                                             | 02.06.1957      | 26.05.1979    |
| TEE 91/92    | Iris                       | Bruxelles Midi - Lussemburgo - Strasburgo - Basilea SBB - Zürich HB                  | 26.05.1974      | 30.05.1981    |
| TEE 88/81    | L'Ile de France            | Paris Nord - Amsterdam CS                                                            | 02.06.1957      | 30.05.1981    |
| TEE 7/8      | Lemano                     | Milano Centrale - Genève-Cornavin                                                    | 01.06.1958      | 22.05.1982    |
| TEE 151/156  | Ligure                     | (Avignone) Marseille St. Charles - Genova - Milano Centrale                          | 12.08.1957      | 22.05.1982    |
| TEE 84/85    | Mediolanum                 | München - Milano Centrale                                                            | 15.10.1957      | 02.06.1984    |
| TEE 86/79    | Memling                    | Paris Nord - Bruxelles Midi/Brussel Zuid                                             | 29.09.1974      | 30.05.1984    |
| TEE 34/35    | Merkur                     | Stoccarda - Colonia - Copenaghen                                                     | 26.05.1974      | 27.05.1978    |
| TEE 23/24    | Mont Cenis                 | Lyon Perrache - Milano Centrale                                                      | 02.06.1957      | 30.09.1972    |
| TEE 80/89    | L'Oiseau Bleu              | Paris Nord - Bruxelles Midi/Brussel Zuid                                             | 02.06.1957      | 02.06.1984    |
| TEE 40/41    | Paris-Ruhr / Molière       | Paris Nord - Colonia                                                                 | 02.06.1957      | 25.05.1979    |
| TEE 32/33    | Parsifal                   | Paris Nord - Dortmund - Hamburg-Altona                                               | 03.10.1957      | 26.05.1979    |
| TEE 26/27    | Prinz Eugen (I)            | Brema - Passavia - Vienna Westbf.                                                    | 25.09.1971      | 31.05.1975    |
| TEE 26/27    | Prinz Eugen (II)           | Hannover - Colonia - Francoforte sul Meno - Vienna Westbf.                           | 01.06.1975      | 27.05.1978    |
| TEE 10/11    | Rembrandt                  | München - Stoccarda - Amsterdam CS                                                   | 28.05.1967      | 28.05.1983    |
| TEE 9/10     | Rheingold                  | Genève - Basel SBB - Duisburg - Utrecht - Amsterdam CS / Hoek van Holland            | 30.05.1965      | 30.05.1970    |
| TEE 16/17    | Rheingold                  | Amsterdam - Francoforte - Nördlingen - München                                       | 23.05.1982      | 30.05.1987    |
| TEE 31/32    | Rhein-Main / Van Beethoven | Francoforte - Amsterdam CS                                                           | 02.06.1957      | 26.05.1979    |
| TEE 21/22    | Rheinpfeil                 | Dortmund - Francoforte - München                                                     | 30.05.1965      | 26.09.1971    |
| TEE 16/17    | Rhodanien                  | Paris Lyon - Marseille St. Charles                                                   | 23.05.1971      | 29.09.1978    |
| TEE 74/75    | Roland (I)                 | Brema - Basel SBB - Milano Centrale                                                  | 01.06.1969      | 26.05.1979    |
| TEE 90/91    | Roland (II)                | Brema - Francoforte - Stoccarda                                                      | 28.05.1979      | 29.05.1980    |
| TEE 78/79    | Rubens                     | Paris Nord - Bruxelles Midi/Brussel Zuid                                             | 29.09.1974      | 30.05.1987    |
| TEE 28/29    | Saphir                     | Nurnberg - Francoforte - Bruxelles Midi                                              | 02.06.1957      | 26.05.1979    |
| TEE 83/86    | Ticino                     | Zürich HB - Milano Centrale                                                          | 01.07.1961      | 25.05.1974    |

### TEE per servizio interno

#### Francia
| Treno numero | Nome                   | Itinerario                                      | Periodo di servizio     |
| ------------ | ---------------------- | ----------------------------------------------- | ----------------------- |
| TEE 1/2      | Aquitaine              | Paris Austerlitz - Bordeaux                     | 23.05.1971 - 30.05.1984 |
| TEE 74/75    | Capitole (del mattino) | Paris Austerlitz - Toulouse Matabiau            | 27.09.1970 - 23.05.1982 |
| TEE 76/77    | Capitole (della sera)  | Paris Austerlitz - Toulouse Matabiau            | 27.05.1970 - 29.09.1984 |
| TEE 34/35    | Faidherbe              | Paris Nord - Lilla - Tourcoing                  | 02.10.1978 - 29.05.1987 |
| TEE 36/37    | Gayant                 | Paris Nord - Lille - Tourcoing                  | 02.10.1978 - 30.05.1986 |
| TEE 30/31    | Jules Verne            | Paris Montparnasse - Nantes                     | 28.09.1980 - 30.05.1981 |
| TEE 60/61    | Kleber                 | Paris Est - Strasburgo                          | 23.05.1971 - 29.05.1987 |
| TEE 12/13    | Lyonnais               | Paris Lyon - Lyon Perrache                      | 09.02.1969 - 26.09.1976 |
| TEE 10/11    | Mistral                | Paris Lyon - Marseille St. Charles - Nice-Ville | 30.05.1965 - 27.05.1978 |
| TEE 16/17    | Rhodanien              | Paris Lyon - Marseille St. Charles              | 23.05.1971 - 29.09.1978 |
| TEE 62/63    | Stanislas              | Paris Est - Strasburgo                          | 24.05.1971 - 25.09.1982 |
| TEE 38/39    | Watteau                | Paris Nord - Lille - Tourcoing                  | 02.10.1978 - 27.05.1987 |

#### Germania
| Treno numero | Nome               | Itinerario                         | Periodo di servizio     |
| ------------ | ------------------ | ---------------------------------- | ----------------------- |
| TEE 8/9      | Albert Schweitzer  | Dortmund - Strasburgo              | 02.06.1980 - 27.05.1983 |
| TEE 14/15    | Bacchus            | München - Dortmund                 | 28.05.1979 - 30.05.1980 |
| TEE 90/91    | Blauer Enzian      | Hamburg-Altona - München           | 30.05.1965 - 26.05.1979 |
| TEE 80/81    | Diamant (II)       | München - Hamburg-Altona           | 27.05.1979 - 27.05.1981 |
| TEE 24/25    | Goethe (II)        | Francoforte sul Meno - Dortmund    | 27.05.1978 - 27.05.1983 |
| TEE 16/17    | Friedrich Schiller | Dortmund - Stoccarda               | 27.05.1979 - 19.05.1982 |
| TEE 14/15    | Gambrinus          | Hamburg-Altona - Colonia - München | 29.05.1978 - 27.05.1983 |
| TEE 28/29    | Heinrich Heine     | Francoforte - Dortmund             | 27.05.1979 - 27.05.1983 |
| TEE 21/22    | Rheinpfeil         | Dortmund - Francoforte - München   | 30.05.1965 - 25.09.1971 |
| TEE 90/91    | Roland (II)        | Brema - Francoforte - Stoccarda    | 28.05.1979 - 29.05.1980 |
| TEE 61/62    | LH 1001/2          | Francoforte - Düsseldorf Flughafen | 27.03.1982 - 01.06.1991 |
| TEE 63/64    | LH 1003/4          | Francoforte - Düsseldorf Flughafen | 27.03.1982 - 01.06.1991 |
| TEE 65/66    | LH 1005/6          | Francoforte - Düsseldorf Flughafen | 27.03.1982 - 01.06.1991 |
| TEE 67/68    | LH 1007/8          | Francoforte - Düsseldorf Flughafen | 27.03.1982 - 01.06.1991 |

#### Italia
| Treno numero | Nome                 | Itinerario                     | Periodo di servizio     |
| ------------ | -------------------- | ------------------------------ | ----------------------- |
| TEE 92/93    | Adriatico            | Milano Centrale - Bari         | 03.06.1973 - 30.05.1987 |
| TEE 78/79    | Ambrosiano           | Milano - Roma                  | 26.05.1974 - 30.05.1987 |
| TEE 88/89    | Aurora               | Roma - Reggio Calabria         | 26.05.1974 - 31.05.1975 |
| TEE 68/69    | Colosseum/Settebello | Roma - Milano Centrale         | 26.05.1974 - 02.06.1984 |
| TEE 36/37    | Cycnus               | Milano - Ventimiglia           | 30.09.1973 - 27.05.1978 |
| TEE 94/95    | Vesuvio              | Milano Centrale- Roma - Napoli | 30.09.1973 - 30.05.1987 |

## I primati
- TEE con la percorrenza più lunga: Merkur, 1205 km tra Stoccarda e Copenaghen
- TEE con la percorrenza più breve: Ticino, 293 km tra Milano e Zurigo
- TEE più veloce: Aquitaine (Parigi-Bordeaux), con una media di 145 km/h
- TEE più internazionale: Edelweiss (Amsterdam-Zurigo), attraversava 5 nazioni: Paesi Bassi, Belgio, Lussemburgo, Francia e Svizzera
- TEE con la vita più breve: Bacchus (Dortmund-Monaco di Baviera), trasformato in InterCity dopo soli 251 giorni di esercizio
- TEE più longevo: Gottardo, in servizio per 27 anni consecutivi
- TEE a materiale ordinario più corto sull'intero percorso: Bavaria, dal 1971, era composto da 2 vetture di 1ª classe DB e una vettura ristorante FFS
- TEE a materiale ordinario più corto su parte del percorso: Merkur, tra Amburgo e Copenaghen era costituito da sole 2 vetture
- ultimo TEE internazionale in esercizio: Gottardo, che ha concluso la carriera con l'orario estivo 1988
- ultimo TEE in esercizio in assoluto: LH 1001/2/3/4/5/6/7/8, che è stato eliminato con l'orario estivo 1991
- primo TEE a raggiungere i 200 km/h: Le Capitole (Parigi-Tolosa)
- unico TEE interno ad essere effettuato con elettrotreno: Settebello (Milano-Roma)
- unico TEE periodico: Heinrich Heine (Dortmund-Francoforte), si effettuava solo il lunedì verso Dortmund e solo il venerdì verso Francoforte
- unico TEE ad essere traghettato: Merkur, tra Puttgarden e Rødby
- unico TEE con scartamento variabile: Catalan-Talgo (Barcellona-Zurigo)